# Фантазия (музика)
Вижте пояснителната страница за други значения на Фантазия.
Фантазия (на немски: Fantasie; на френски: fantaisie; на италиански: fantasia) е музикално произведение от една част (или много рядко две) с импровизационен характер, най-често за клавирни инструменти. Фантазията придобива значение като отделен жанр в края на 15 и началото на 16 век, най-вече в Италия. Фантазията претърпява известно развитие при Ян Питерсзоон Свеелинк, и е доразвита от Йохан Себастиан Бах. В повечето случаи това е произведение за клавесин, орган или пиано (понякога и за други инструменти) с една или повече теми, отличаващо се с виртуозност и свобода на изпълнението. Примери за фантазия са Хроматичната фантазия в ре минор на Бах и ладовите фантазии на Свеелинк. Испанският композитор Алонсо Мудара е един от първите, написали фантазии за лютня.